# La Fayette (Georgia)
La Fayette es un pueblo ubicado en el condado de Walker en el estado estadounidense de Georgia. En el censo de 2000, su población era de 6.702.

## Demografía
En el 2000 la renta per cápita promedia del hogar era de $23,093, y el ingreso promedio para una familia era de $29,141. El ingreso per cápita para la localidad era de $12,967. Los hombres tenían un ingreso per cápita de $27,528 contra $20,906 para las mujeres.

## Geografía
La Fayette se encuentra ubicado en las coordenadas 34°42′35″N 85°17′2″O / 34.70972, -85.28389 (34.709704, -85.283862).
Según la Oficina del Censo, la localidad tiene un área total de 21 km² (8,1 mi²), de la cual 21 km² (8,1 mi²) es tierra y 0 km² (0 mi²) (0.00%) es agua.